# Kanton Saint-Mandrier-sur-Mer
Kanton Saint-Mandrier-sur-Mer (fr. Canton de Saint-Mandrier-sur-Mer) je francouzský kanton v departementu Var v regionu Provence-Alpes-Côte d'Azur. Tvoří ho dvě obce.

## Obce kantonu
- Saint-Mandrier-sur-Mer
- La Seyne-sur-Mer (část)